# Terroba
Terroba es un municipio de la comunidad autónoma de La Rioja (España), situada en la cuenca del río Leza, comarca del Camero Viejo.

## Historia
Es posible que el nombre de Terroba provenga de tierra alba, debido a la existencia de antiguas canteras de piedra caliza. 
El documento más antiguo en el que se nombra a Terroba, pertenece a un traslado de las Ordenanzas celebradas en 1579 y 1581 entre el lugar de Terroba y la villa de Luezas, sobre el aprovechamiento de pastos.
Según el libro titulado Diccionario Geográfico-histórico de La Rioja o toda la provincia de Logroño y algunos pueblos de la de Burgos escrito por Ángel Casimiro de Govantes en 1846 Terroba tenía en el siglo XVI 30 vecinos y 150 almas y en el censo de 1830 46 vecinos y 231 almas.
La casa típica de Terroba es la construida con adobe o piedra, de dos o tres alturas.

### Icnitas
Durante el periodo Cretácico inferior formó parte de una llanura encharcada que se desecaba periódicamente, dejando atrás zonas fangosas en las que las huellas de dinosaurio quedaban marcadas a su paso. Con el tiempo éstas se secaban y cubrían con nuevos sedimentos cuyo peso prensaba las capas inferiores, haciéndolas solidificar en rocas con el paso de millones de años. La erosión ha ido desgastando las capas superiores haciendo visibles muchas de estas formaciones rocosas, permitiendo observar las icnitas.
En el municipio se encuentran los yacimientos de "La ilaga" y "Camino a Treguajantes". El primero se sitúa detrás del cementerio de Terroba y es de fácil acceso. El segundo está al sur de Terroba, camino a Treguajantes, de acceso difícil. El yacimiento de La ilaga está formado por 75 huellas de dinosaurios carnívoros, con catorce rastros, once de ellos paralelos orientados hacia el este, lo que indican que eran gregarios. Hay dos tipos de pisadas, unas de tres dedos bien formadas y otras mucho mayores e irregulares, lo que indica que el suelo estaba mucho más blando al producirse estas últimas.
En el yacimiento de Camino a Treguajantes aparecen seis huellas de carnívoros, tres grandes y claras son un rastro, marcándose las almohadillas en los tres dedos de uñas afiladas y las otras están aisladas. Tiene la peculiaridad de contener las pisadas de carnívoro más grandes encontradas en La Rioja con 70 cm de largo y 55 de ancho.

## Economía
La actividad económica del pueblo es la ganadería sobre todo la de ganado vacuno. Además, se cultivan algunas plantas forrajeras y huertas sobre todo para autoabastecimiento.

### Evolución de la deuda viva
El concepto de deuda viva contempla sólo las deudas con cajas y bancos relativas a créditos financieros, valores de renta fija y préstamos o créditos transferidos a terceros, excluyéndose, por tanto, la deuda comercial.
Entre los años 2008 a 2014 este ayuntamiento no ha tenido deuda viva.

## Edificaciones religiosas

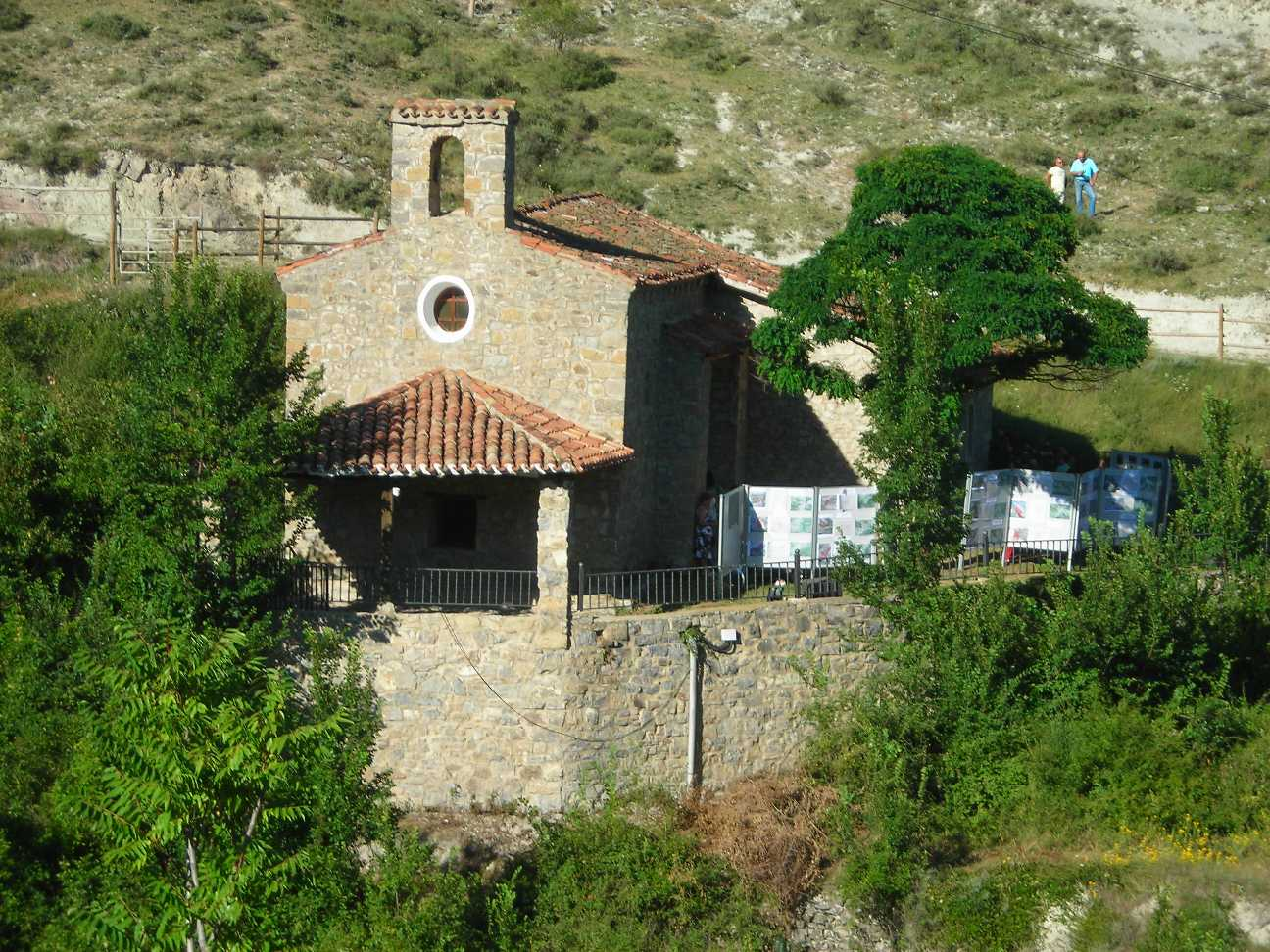
Ermita del Collado.

- Iglesia Parroquial de Santa Eulalia. Construida en los siglos XVI-XVII,[6] consta de una nave cabecera coro y torre. La torre está formada por tres cuerpos con forma cuadrangular.

En el interior se encuentra un retablo barroco con dos cuerpos y blanco. Tiene como imágenes principales la coronación de la Virgen y Santa Eulalia. En las capillas laterales también hay unos retablos neoclásicos. La imagen más interesante es una talla gótica del siglo XIV de la Virgen.
- Ermita de Santa María del Collado[6]

- Ermita de la Virgen del Villar[6]

## Lugares de interés
Icnitas de dinosaurio. Rutas de senderismo. 

## Geografía humana

### Demografía
Cuenta con una población de 39 habitantes (INE 2024).
| Gráfica de evolución demográfica de Terroba entre 1842 y 2021                                                         |
| |
| Población de derecho según los censos de población del INE. Población de hecho según los censos de población del INE. |

## Fiestas
- Fiestas patronales: Último fin de semana de abril, primer fin de semana de julio.

Recientemente se ha recuperado la fiesta de la patrona del pueblo, santa Eulalia de Mérida, que es el 10 de diciembre pero se ha trasladado al 6 de diciembre.